# .454 Casull
.454 Casull — револьверный патрон, разработанный в 1957 году Диком Казуллом и Джеком Фалмером. Впервые был анонсирован в ноябре 1959 года в журнале Guns and Ammo. За основу была взята удлинённая гильза патрона .45 Colt. Патроны .45 Colt могут быть использованы в револьверном барабане, рассчитанном на .454 Casull, но не наоборот (из-за большей длины .454 Casull).
Патроны Casull используют маленькие винтовочные капсюли, а не большие пистолетные капсюли, потому как в гильзе при выстреле возникает крайне высокое давление в 410 МПа. .454 Casull могут разогнать пулю в 16 г до дульной скорости, превышающей 580 м/с, сообщив дульную энергию более 2,7 кДж.
До разработки .460 Smith and Wesson и .500 S&W Magnum и запуска их в производство .454 Casull был наиболее мощным пистолетным патроном.

## Упоминание в фильмах и играх
- В кинофильме «Харли Дэвидсон и Ковбой Мальборо» Харли Дэвидсон использует в конце фильма Ruger Blackhawk с калибром .454 Casull.
- В аниме «Хеллсинг» главный герой Алукард использует самозарядный пистолет с гравировкой Hellsing ARMS .454 Casull Auto, разработанный для убийства вампиров и прочей нечисти, который заряжается модификацией .454 Casull — разрывными серебряными пулями, выплавленными из серебряного креста Манчестерского Собора. (Если быть точным, то модификация Hellsing .454 Casull не является .454, используя штатную гильзу и пулю другого калибра.)
- В игре Fallout Tactics: Brotherhood of Steel игрок может найти Casull Revolver, но он использует .45 ACP патроны.
- В аниме-сериале "Черная Лагуна"  неонацистом используется позолоченный вариант артиллерийской модели пистолета Luger P08 под этот патрон.
- В игре Cataclysm (как в Dark Days Ahead так и в Bright Nights версиях) есть как сам патрон, так и револьверы использующие его: Taurus Raging Bull и Taurus Raging Judge Magnum в которых так же могут применяться боеприпасы .410 дробь и .45 Colt.
- В аниме Ёсиаки Кавадзири — "Город чудищ", главный герой Таки Рэндзабуро, использует .454 Casull в своём револьвере.